# De Hoop (Hellevoetsluis)
Korenmolen De Hoop in Hellevoetsluis werd in 1801 gebouwd.
In 1697 stond er een standerdmolen op de plaats waar nu het droogdok is.
De gemeente kocht de molen in 1960 en er werd een restauratie gestart in 1963. De molen werd op 13 juni 1967 feestelijk heropend.
De molen is het hele jaar zaterdag en zondag open voor publiek, toegang is gratis
De molen wordt sinds 1993 bewoond
Het is een ronde stenen stellingmolen, de molen is gelegen in een straat genaamd de molenstraat, de stelling is op 10 meter hoogte met zicht over de vesting van hellevoetsluis